# فرودگاه نایپیداو
فرودگاه نایپیداو (به انگلیسی: Naypyidaw Airport) (به زبان بومی: နေပြည်တော် အပြည်ပြည်ဆိုင်ရာ လေဆိပ်) یک فرودگاه همگانی با کد یاتا NYT است . این فرودگاه در شهر نایپیداو کشور میانمار قرار دارد و در ارتفاع ۳۳ متری از سطح دریا واقع شده‌است.

## شرکت‌های هواپیمایی و مقصدهای پروازی
| شرکت‌های هواپیمایی         | مقصدهای پروازی         |
| ------------------------- | ---------------------- |
| Air Bagan                 | ماندالای، یانگون       |
| Asian Wings Airways       | ماندالای، یانگون       |
| APEX Airlines             | یانگون                 |
| بانکوک ایرویز             | سووارنابومی            |
| هواپیمایی شرقی چین        | کونمینگ چانگشوی        |
| FMI Air                   | یانگون                 |
| Golden Myanmar Airlines   | یانگون                 |
| Myanmar National Airlines | هه‌هو، ماندالای، یانگون |